# Sepedon capellei
Sepedon capellei är en tvåvingeart som beskrevs av Fisher och Orth 1969. Sepedon capellei ingår i släktet Sepedon och familjen kärrflugor. Inga underarter finns listade i Catalogue of Life.